# Nebria gosteliae
Nebria gosteliae (лат.) — вид жуков-жужелиц из подсемейства плотинников. Распространён в Италии. Вид назван в честь доктора Margret Gosteli Huber.
Длина тела самцов 8,5—9,5 мм, самок — 9—10 мм. Жуки чёрного цвета. На голове имеются два удлинённых коричневых пятна различной формы. Кончик мандибул и придатков головы коричневатые или тёмно-коричневые. 1—4 членики усиков всегда черноватые или чёрные; 5—11 членики усиков ярко коричневого цвета. Ноги чёрные; колени ярко коричневые.